# Leichtathletik-Weltmeisterschaften 1991/Diskuswurf der Männer

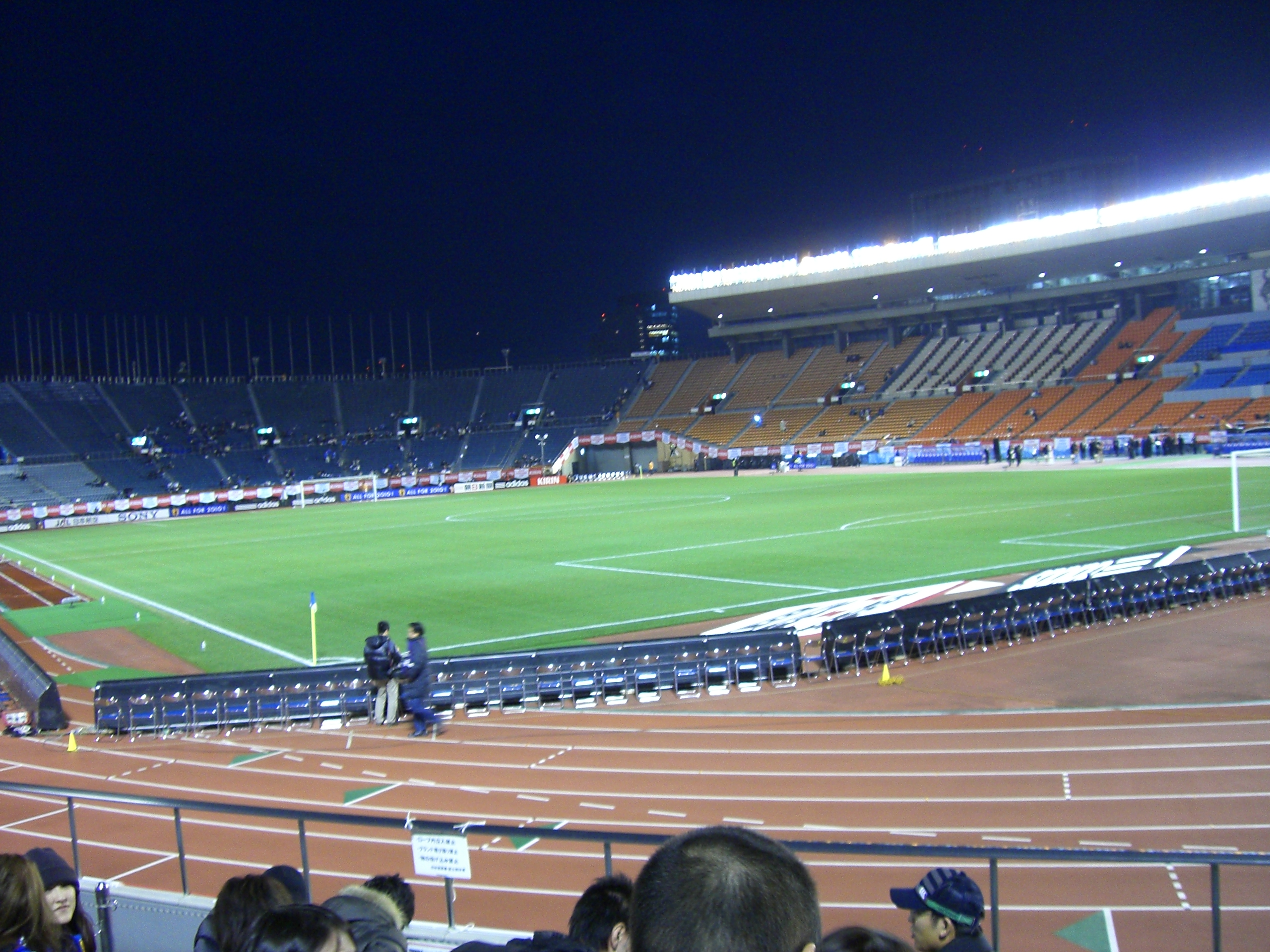
Das Olympiastadion in Tokio im Jahr 2008

Der Diskuswurf der Männer bei den Leichtathletik-Weltmeisterschaften 1991 wurde am 26. und 27. August 1991 im Olympiastadion der japanischen Hauptstadt Tokio ausgetragen.
Weltmeister wurde der Deutsche Lars Riedel, der hier zu seinem ersten großen internationalen Titelgewinn kam. Er siegte vor dem Niederländer Erik de Bruin. Bronze ging an den Ungarn Attila Horváth.

## Bestehende Rekorde
| Weltrekord | 74,08 m | Jürgen Schult | Neubrandenburg, DDR (heute Deutschland) | 6. Juni 1986      |
| WM-Rekord  | 68,74 m | Jürgen Schult | WM 1987 in Rom, Italien                 | 4. September 1987 |

Der bestehende WM-Rekord wurde bei diesen Weltmeisterschaften nicht eingestellt und nicht verbessert.

## Qualifikation

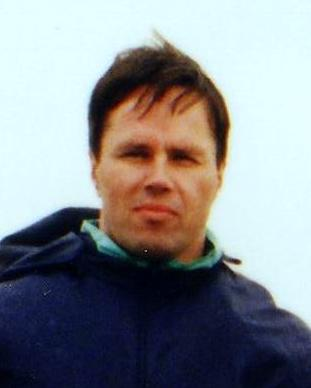
Svein Inge Valvik erzielte 60,86 m und schied damit aus

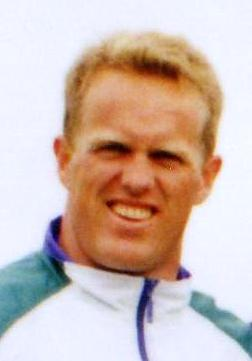
Vesteinn Hafsteinsson erreichte mit seinen 60,12 m nicht das Finale

26. August 1991, 11:40 Uhr
34 Teilnehmer traten in zwei Gruppen zur Qualifikationsrunde an. Die Qualifikationsweite für den direkten Finaleinzug betrug 64,00 m. Drei Athleten übertrafen diese Marke (hellblau unterlegt). Das Finalfeld wurde mit den neun nächstplatzierten Sportlern auf zwölf Werfer aufgefüllt (hellgrün unterlegt). So mussten schließlich 62,32 m für die Finalteilnahme erbracht werden.

### Gruppe A
| Platz | Name                  | Nation         | Resultat (m) |
| 1     | Lars Riedel           | Deutschland    | 65,30        |
| 2     | Attila Horváth        | Ungarn         | 64,54        |
| 3     | Mike Buncic           | USA            | 63,12        |
| 4     | Sergei Ljakow         | Sowjetunion    | 63,02        |
| 5     | Wassil Kapzjuch       | Sowjetunion    | 62,88        |
| 6     | Jürgen Schult         | Deutschland    | 62,56        |
| 7     | Nikolay Kolew         | Bulgarien      | 62,40        |
| 8     | Roberto Moya          | Kuba           | 62,32        |
| 9     | David Martínez        | Spanien        | 61,14        |
| 10    | Svein Inge Valvik     | Norwegen       | 60,86        |
| 11    | Simon Williams        | Großbritannien | 60,68        |
| 12    | Vésteinn Hafsteinsson | Island         | 60,12        |
| 13    | Marcel Tirle          | Rumänien       | 59,80        |
| 14    | Luciano Zerbini       | Italien        | 58,34        |
| 15    | Tony Washington       | USA            | 58,02        |
| 16    | Ray Lazdins           | Kanada         | 56,58        |
| 17    | James Wong Tuck Yim   | Singapur       | 44,26        |
| DNS   | Christian Erb         | Schweiz        |              |

### Gruppe B

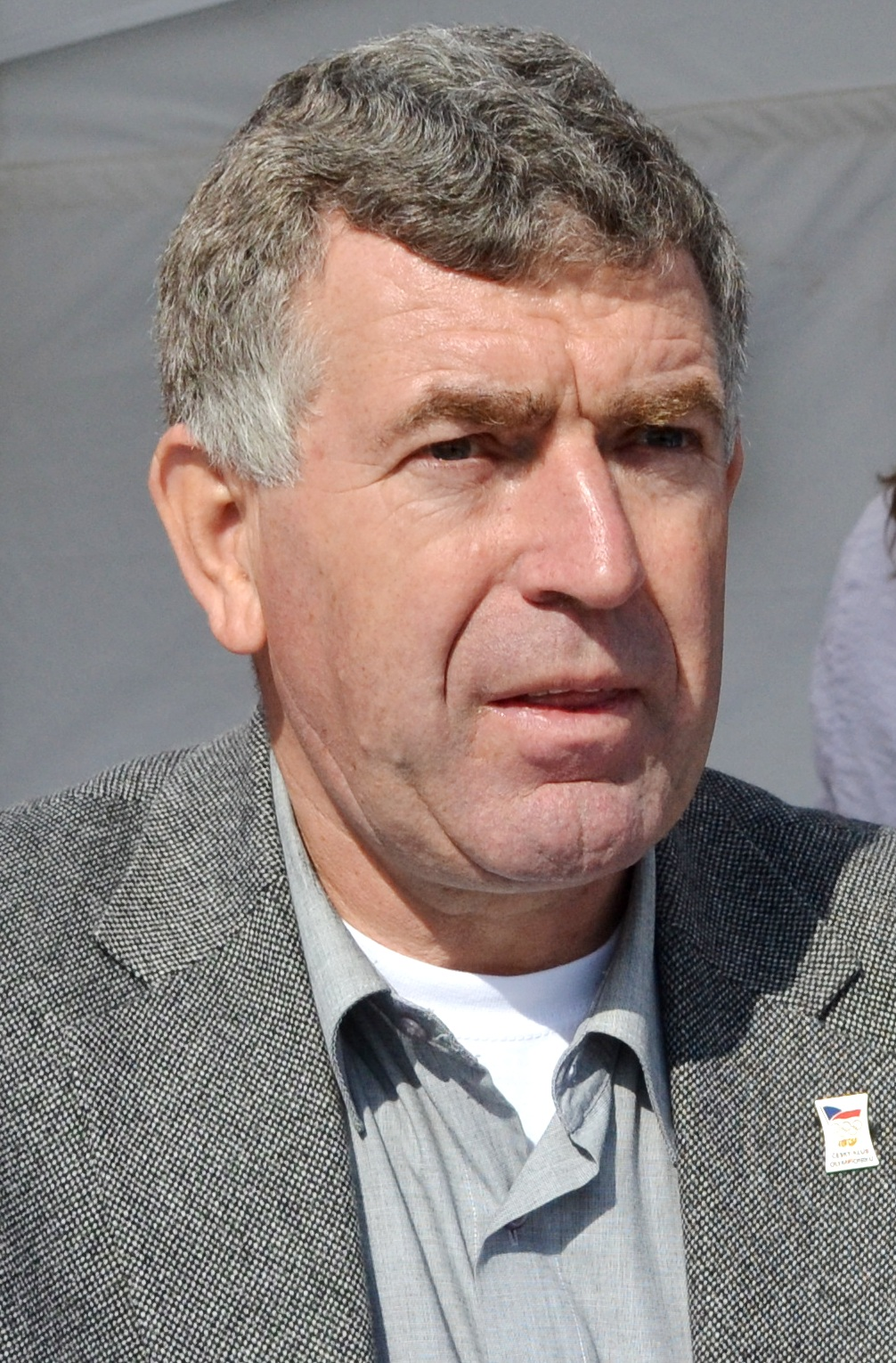
Imrich Bugár (hier 2013), 1983 Weltmeister, 1982 Europameister, 1980 Olympiazweiter und 1978 EM-Dritter, war noch einmal dabei, schaffte es aber mit 61,90 m nicht mehr ins Finale

| Platz | Name                 | Nation                       | Resultat (m) |
| 1     | Wolfgang Schmidt     | Deutschland                  | 65,18        |
| 2     | Dmitri Schewtschenko | Sowjetunion                  | 63,70        |
| 3     | Erik de Bruin        | Niederlande                  | 63,34        |
| 4     | Adewale Olukoju      | Nigeria                      | 62,36        |
| 5     | Imrich Bugár         | Tschechoslowakei             | 61,90        |
| 6     | Werner Reiterer      | Österreich                   | 60,40        |
| 7     | Marco Martino        | Italien                      | 60,34        |
| 8     | Georgi Georgiew      | Bulgarien                    | 60,08        |
| 9     | Ramón Jiménez-Gaona  | Paraguay                     | 60,02        |
| 10    | Costel Grasu         | Rumänien                     | 60,00        |
| 11    | József Ficsór        | Ungarn                       | 59,98        |
| 12    | Juan Martínez        | Kuba                         | 59,98        |
| 13    | Mike Gravelle        | USA                          | 58,28        |
| 14    | Kamen Dimitrow       | Bulgarien                    | 57,72        |
| 15    | Igor Avrunin         | Israel                       | 56,74        |
| 16    | Mickaël Conjungo     | Zentralafrikanische Republik | 53,02        |
| 17    | Herbert Rodríguez    | El Salvador                  | 46,62        |
| DNS   | Stefan Fernholm      | Schweden                     |              |

## Finale
27. August 1991, 19:00 Uhr
Anmerkung: Das Symbol "x" bedeutet "ungültig".
| Platz | Name                 | Nation      | Resultat (m) | 1. Versuch (m)                          | 2. Versuch (m)                          | 3. Versuch (m)                          | 4. Versuch (m)                         | 5. Versuch (m)                         | 6. Versuch (m)                         |
| 1     | Lars Riedel          | Deutschland | 66,20        | 66,20                                   | 64,52                                   | 65,78                                   | x                                      | 65,82                                  | x                                      |
| 2     | Erik de Bruin        | Niederlande | 65,82        | x                                       | 62,58                                   | x                                       | 64,40                                  | 63.10                                  | 65,82                                  |
| 3     | Attila Horváth       | Ungarn      | 65,32        | 64,36                                   | 64,48                                   | 64,66                                   | 63,72                                  | 65,20                                  | 65,32                                  |
| 4     | Wolfgang Schmidt     | Deutschland | 64,76        | 63,66                                   | 61,84                                   | 60,58                                   | 64,48                                  | 64,76                                  | 60,72                                  |
| 5     | Mike Buncic          | USA         | 64,20        | 64,20                                   | x                                       | 64,12                                   | 61,16                                  | 62,28                                  | x                                      |
| 6     | Jürgen Schult        | Deutschland | 63,12        | 61,78                                   | 61,62                                   | 61,60                                   | 63,12                                  | 63,04                                  | 62,78                                  |
| 7     | Dmitri Schewtschenko | Sowjetunion | 62,90        | 62,90                                   | 61,82                                   | 62,56                                   | x                                      | 61,96                                  | 61,60                                  |
| 8     | Roberto Moya         | Kuba        | 61,44        | 61,44                                   | 57,98                                   | 61,16                                   | x                                      | 58,28                                  | 59,16                                  |
| 9     | Sergei Ljakow        | Sowjetunion | 61,00        | Ablauf in den Quellen nicht aufgelistet | Ablauf in den Quellen nicht aufgelistet | Ablauf in den Quellen nicht aufgelistet | nicht im Finale der besten acht Werfer | nicht im Finale der besten acht Werfer | nicht im Finale der besten acht Werfer |
| 10    | Nikolay Kolew        | Bulgarien   | 60,44        | Ablauf in den Quellen nicht aufgelistet | Ablauf in den Quellen nicht aufgelistet | Ablauf in den Quellen nicht aufgelistet | nicht im Finale der besten acht Werfer | nicht im Finale der besten acht Werfer | nicht im Finale der besten acht Werfer |
| 11    | Adewale Olukoju      | Nigeria     | 59,44        | Ablauf in den Quellen nicht aufgelistet | Ablauf in den Quellen nicht aufgelistet | Ablauf in den Quellen nicht aufgelistet | nicht im Finale der besten acht Werfer | nicht im Finale der besten acht Werfer | nicht im Finale der besten acht Werfer |
| DNS   | Wassil Kapzjuch      | Sowjetunion |              |                                         |                                         |                                         |                                        |                                        |                                        |

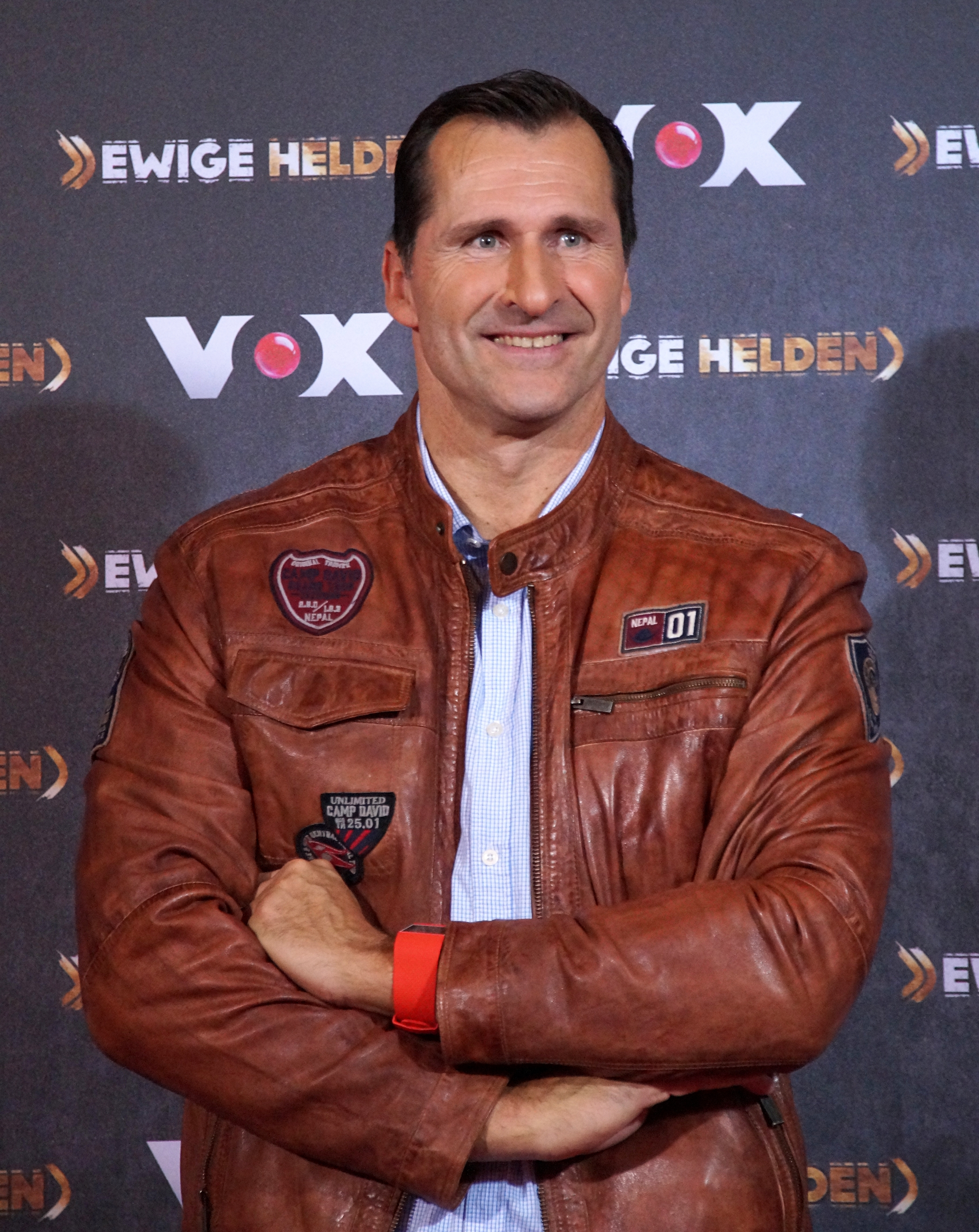
Lars Riedel (Foto: 2015) errang seinen ersten großen Titel, dem noch viele weitere folgen sollten
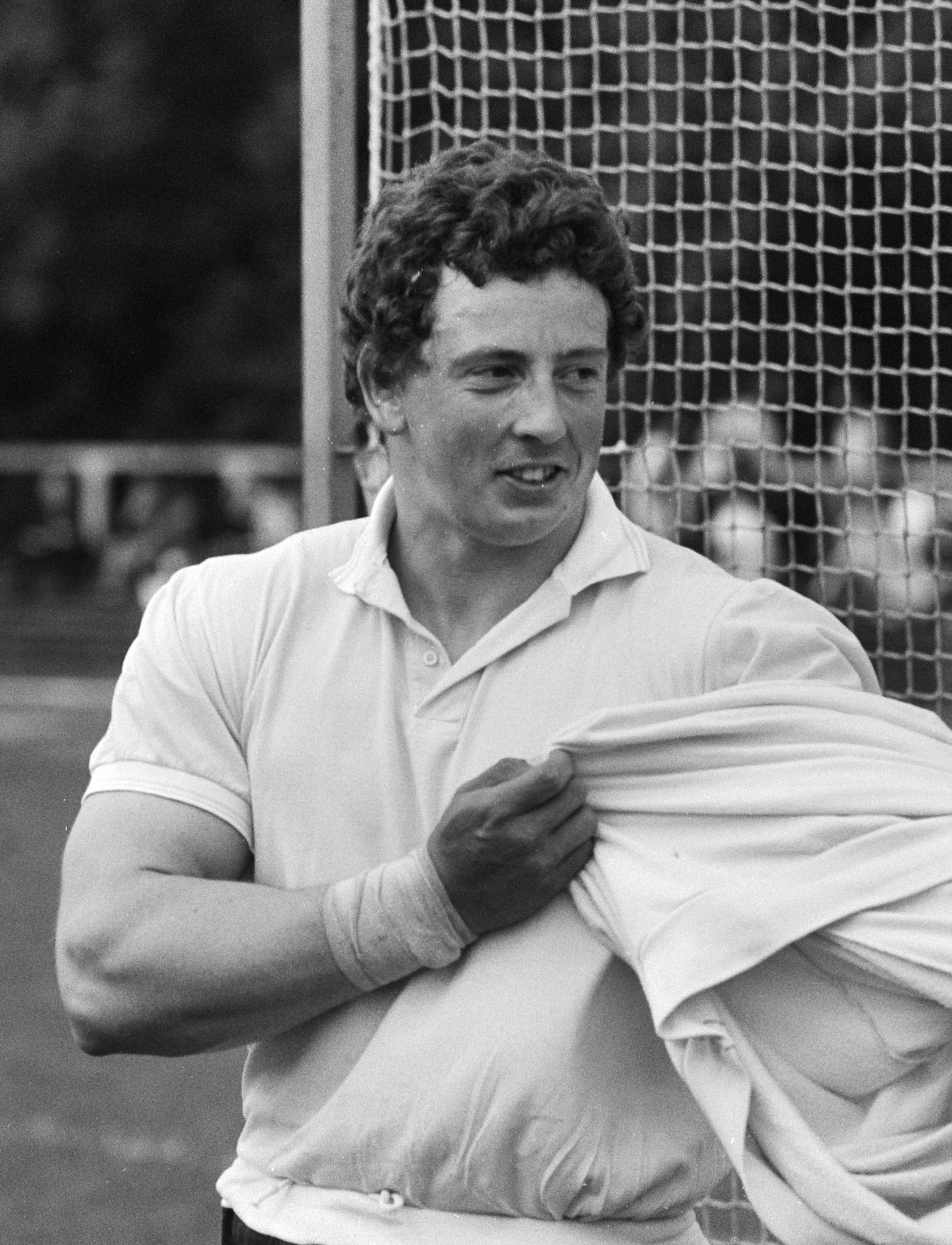
Erik de Bruin erzielte als Vizeweltmeister den größten Erfolg seiner langjähriger Sportkarriere im Kugelstoßen und Diskuswurf
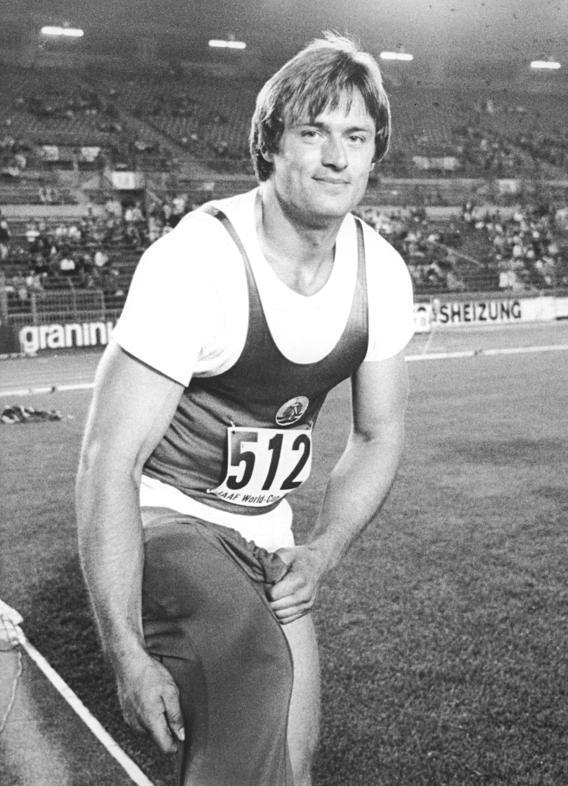
Nach einer erfolgreichen Karriere in der DDR – unter anderem Olympiazweiter 1976 und Europameister 1978 mit anschließendem Gefängnisaufenthalt wegen versuchter Republikflucht – kam Wolfgang Schmidt noch einmal zurück ins Wettkampfgeschehen und erreichte hier den vierten Platz

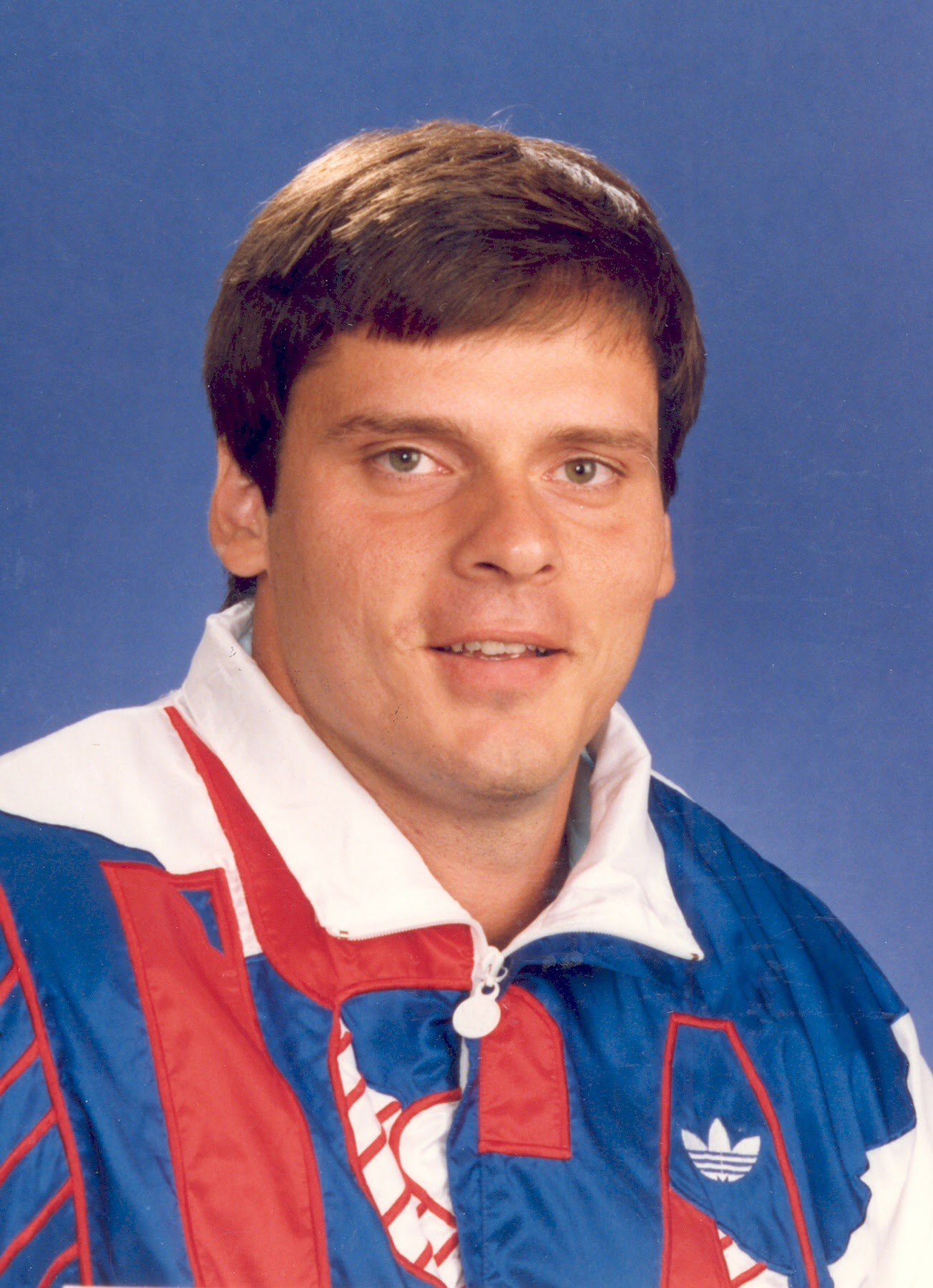
Mike Buncic belegte Rang fünf
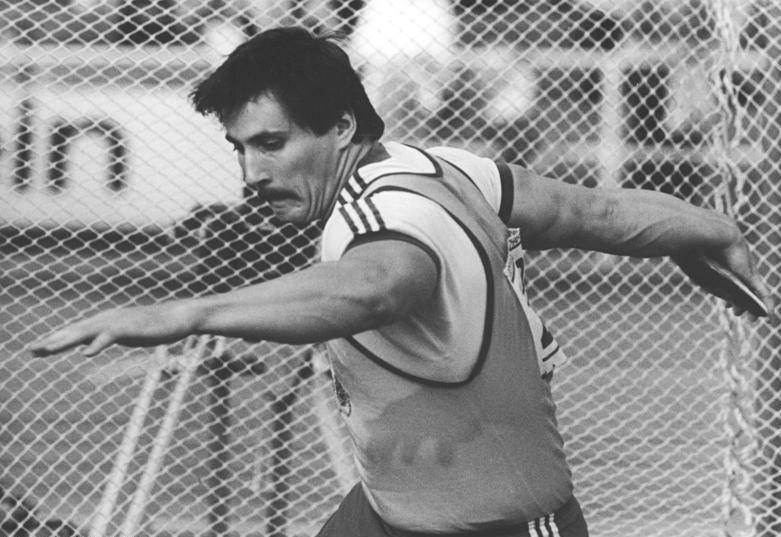
Der Titelverteidiger, Olympiasieger von 1988, amtierende Europameister und Weltrekordinhaber Jürgen Schult musste sich hier mit Platz sechs begnügen

## Video
- 3498 World Track & Field 1991 Discus Men Lars Riedel, Video veröffentlicht am 22. Juni 2016 auf youtube.com, abgerufen am 15. April 2020